# Лагутьевский
Лагутьевский — хутор в Белокалитвинском районе Ростовской области.
Входит в состав Ильинского сельского поселения.

## География

### Улицы
- пер. Речной,
- пер. Шоссейный,
- ул. Луговая,
- ул. Садовая.

## Население
| 1989 | 2002 | 2010 |
| ---- | ---- | ---- |
| 158  | ↗183 | ↘155 |